# Михайлович, Драголюб
Драголю́б (Дра́жа) Миха́йлович (серб. Драгољуб «Дража» Михаиловић / Dragoljub «Draža» Mihailović), также Миха́илович (27 апреля 1893, Иваница — 17 июля 1946, Белград) — югославский и сербский военный деятель, участник Балканских войн и Первой мировой войны, руководитель четнического равногорского движения, начальник штаба Верховного командования Югославской армии на родине и министр армии, флота и авиации в эмигрантском правительстве Королевства Югославия в годы Второй мировой войны.
Во время Балканских войн и Первой мировой войны Михайлович был армейским офицером сербской армии. Военную службу продолжил в Королевстве Югославия. После поражения Югославии в Апрельской войне не признал капитуляцию и сформировал четническую военную организацию — четнические отряды Югославской армии, — названную с конца 1941 года Югославской армией на родине. Руководимые Михайловичем четнические отряды действовали первоначально, с сентября до ноября 1941 года, совместно с партизанами, возглавляемыми КПЮ. Однако уже в ноябре 1941 года временное сотрудничество двух антиоккупационных движений Сопротивления сменилось непримиримым вооружённым противостоянием. После окончания Второй мировой войны Михайлович продолжил борьбу против правящего режима Федеративной народной республики Югославия (ФНРЮ) и был объявлен вне закона. В марте 1946 года был схвачен в ходе спецоперации и в ночь с 16 на 17 июля 1946 года расстрелян по приговору Народного суда ФНРЮ. Реабилитирован 14 мая 2015 года. Михайлович является одним из наиболее известных и награждённых сербских военных деятелей.

## Детство, юность, военная карьера

### Детство и юность

Драголюб и его сестра Елица с бабушкой Станой и тёткой

Драголюб Михайлович родился 27 апреля 1893 года в сербском городе Иваница в семье школьного учителя. Имя мальчику дали по деду с материнской стороны, крестьянину Драголюбу Петровичу. Дед мальчика по отцу Милослав Михайлович был ремесленником-обувщиком. Отец ребёнка Михаил служил волостным писарем, а мать Смиляна была домохозяйкой. Драголюб был первенцем в семье, вскоре родились две его сестры — Милица и Елица. Милица умерла в возрасте 10 лет от чахотки, а Елица выросла и стала одной из первых сербских женщин, окончивших архитектурный факультет Белградского университета.
В 1896 году от туберкулёза умер его отец Михаил, на пять лет позже, также от туберкулеза, умерла мать Смиляна. После этого Драголюб и две его сестры переехали в Белград к своему дяде, майору ветеринарной службы Владимиру Михайловичу. О детях заботилась бабушка Стана, мать их покойного отца. В Белграде Драголюб окончил начальную школу и мужскую гимназию.
Осенью 1910 года Драголюб поступил в младшую школу Военной академии в Белграде. После полугода обучения 1 марта 1911 года он получил чин капрала, а ещё через полтора года, 1 сентября 1912 года, — чин младшего сержанта (серб. поднаредник). Вскоре началась Первая Балканская война, и Михайлович был отправлен на фронт.

#### Первая Балканская война

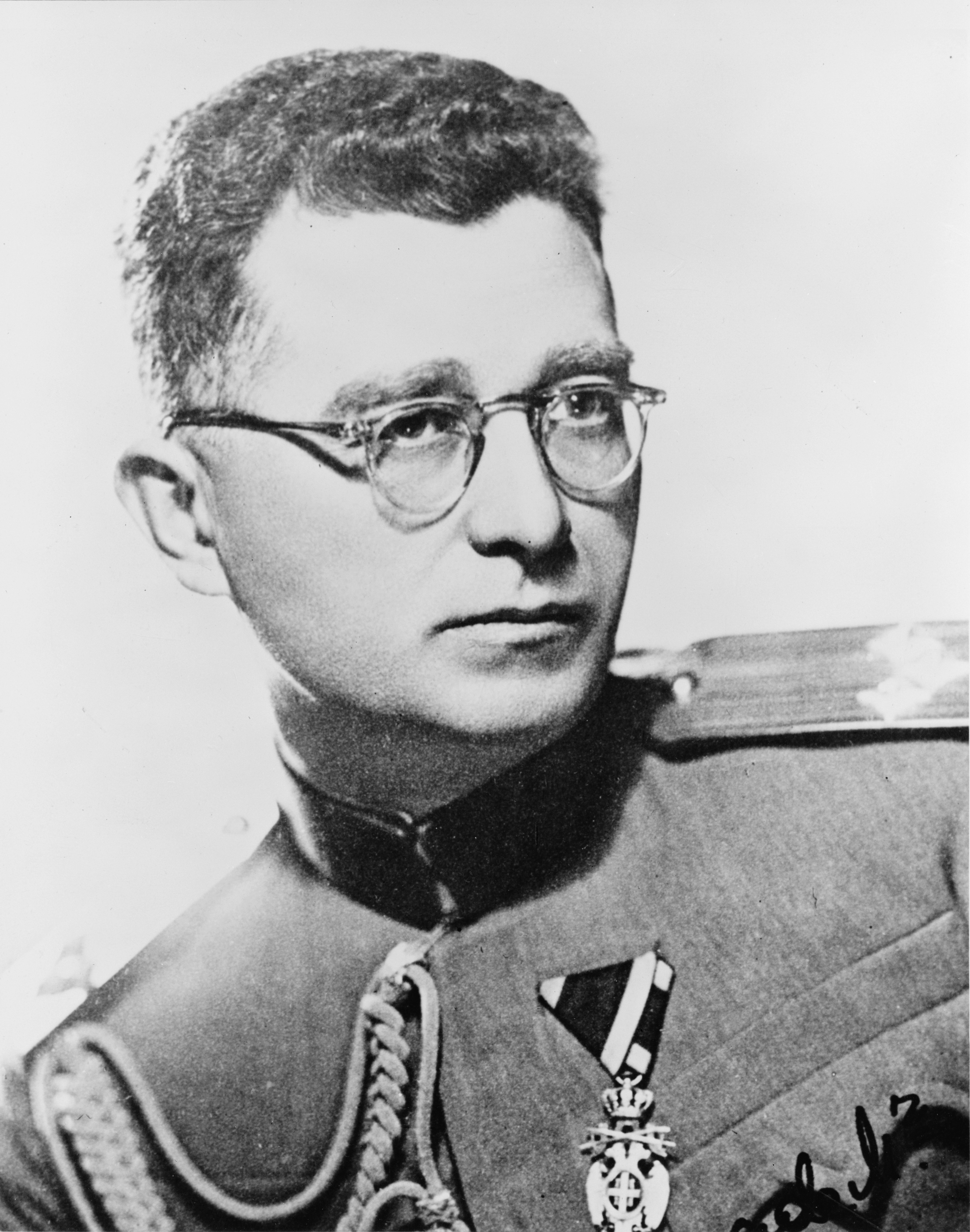
Полковник Михайлович, военный атташе в Чехословакии, 1937 год

В октябре 1912 года началась Первая Балканская война. Сербия, Черногория, Болгария и Греция ценой значительных дипломатических усилий смогли заключить союз православных балканских государств, целью которого была ликвидация турецкого господства на Балканском полуострове. За несколько месяцев упорных боев армии союзников добились внушительных результатов — турецкие войска были выбиты из Старой Сербии, Македонии и Фракии и смогли закрепиться только в районе Стамбула.
В 19 лет Дража Михайлович, как и другие его товарищи по училищу, впервые принял участие в боевых действиях на должности батальонного адъютанта. Он служил в IV отдельном пехотном полку первой категории призыва. В составе Дунайской дивизии полк принял участие в боях против турецких войск и албанских иррегулярных отрядов на границе Старой Сербии и Македонии. Наиболее важным сражением на этом участке фронта стала битва под Кумановом (23—24 октября). За храбрость в этой битве Михайлович был произведён в сержанты и награждён нововведённой серебряной медалью «За храбрость».
К декабрю 1912 года бои приостановились, было подписано перемирие. Однако в феврале 1913 года бои возобновились. Для помощи болгарской армии Сербия отправила Вторую армию, в составе которой была и Дунайская дивизия, где служил Михайлович. Совместными усилиями союзникам удалось занять Адрианополь (Эдирне). 30 мая 1913 был подписан мирный договор.

#### Вторая Балканская война
В тёмное время суток, 29 июня 1913 болгарские войска, воодушевлённые поддержкой Австро-Венгрии, внезапно напали на сербские позиции у Брегальницы. Так началась Вторая Балканская война. Во время боевых действий полк Михайловича был переведён в Моравскую дивизию, он сам — на должность командира взвода пехотной роты. Участвовал в боях у деревень Злетово и Кочани. В этой войне он впервые получил ранение, но оно оказалось лёгким. Вместе со своим выпуском офицерского училища, 18 июля 1913 он, как и другие курсанты его 43-го выпуска офицерского училища, получил первое офицерское звание и был произведён в подпоручики.
После окончания войны Драголюб в должности командира 2-й роты 1-го батальона IV пехотного полка участвовал в подавлении албанского восстания в Косове. Михайлович на должности командира взвода 2-й роты 1-го батальона IV пехотного полка участвовал в операциях против албанских повстанцев, захвативших несколько городов в Косове и Македонии. Подавление восстания завершилось только в начале 1914 года. Спустя несколько месяцев Михайлович возвратился в Белград для продолжения военного образования и сдачи экзаменов. Михайлович окончил обучение с отличием — четвёртым по успеваемости из всего курса, что дало ему право перейти в артиллерию, но в дело вмешалась новая война.

### Первая мировая война
С началом Первой мировой войны в Сербии была объявлена мобилизация. Михайлович возглавил взвод 3-й роты 1-го батальона 3-го отдельного полка первого призыва в составе Дринской дивизии. Вторгшуюся на территорию Сербии австро-венгерскую армию сербские войска встретили у горы Цер, где австрийцы потерпели сокрушительное поражение. В той операции участие принял и взвод Михайловича под его командованием. Оправившись от поражения, австрийцы начали ряд операций у реки Дрина, постепенно тесня сербскую армию вглубь страны. В ходе этих боев Михайлович вновь проявил свою активность и выдержку, заменив в бою 9 сентября 1914 года раненого командира роты. В дальнейших боях он снова отличился, заслужив письменную благодарность командира полка. Затем последовало крупное сербское контрнаступление, известное как битва при Колубаре. Оборона австро-венгерских войск была прорвана в нескольких местах и развалилась. В ходе Колубарской битвы подпоручик Михайлович вновь обратил на себя внимание командования, прикрывая отступление батальона, не выдержавшего натиска противника. За это Михайлович был представлен к золотой медали Милоша Обилича за храбрость. Во время контрнаступления сербские солдаты находили свидетельства многочисленных зверств, совершенных австро-венгерскими частями (в основном хорватами и венграми). Это было подтверждено и наблюдателями из нейтральных стран.
В сентябре — октябре 1915 года немецкие и австрийские войска начали совместное наступление против Сербии, к которому присоединилась и Болгария, объявившая войну Антанте. В конце сентября Михайлович был поставлен на должность командира 4-й роты 3-го батальона своего полка, но уже спустя две недели его батальон был расформирован из-за больших потерь, а оставшиеся солдаты и офицеры начали отступать на юг. Армия и значительное число гражданских лиц зимой отступала к побережью Адриатики в чрезвычайно тяжёлых условиях, подвергаясь нападениям местных албанцев. Этот переход был назван его участниками «Албанская Голгофа». В это время Михайлович был назначен командиром полковой пулемётной команды, задачей которой было прикрывать отступление своих частей. Команда была вооружена четырьмя трофейными австрийскими пулемётами. В январе 1916 года уцелевшие сербские подразделения были эвакуированы на остров Корфу и в Бизерту (Тунис), где тысячи сербских солдат и офицеров продолжали умирать от дизентерии и последствий истощения. На Корфу прибыл и Михайлович вместе со своими однополчанами из III полка, причём вместе с доверенными ему пулемётами. Здесь сербская армия получила новое обмундирование и вооружение, и весной 1916 года была переброшена на Солунский фронт, где вместе с английскими и французскими войсками сдерживала немецкие и болгарские части.
В феврале 1916 года Михайлович был причислен в состав пулемётного взвода 2-го батальона 23-го пехотного полка Вардарской дивизии, и в апреле прибывает на Солунский фронт. После ряда боёв и отражения попытки прорыва болгарских войск на битольско-леринском направлении, началось местное контрнаступление, во время которого в конце сентября 1916 года сербские солдаты вновь вступили на территорию южной части Сербии в районе Каймакчалана. Согласно наградному листу:
пехотный подпоручик, и.о. пулемётной команды 2-го батальона XXIII пехотного полка Драголюб М. Михайлович отличился необычайной храбростью: 9—29 августа 1916 г. показал высокое умение в управлении пулемётным огнём, чем нанёс неприятелю большие потери. 11 сентября 1916 г. при захвате Корнячасте-Чуке он ворвался на позиции вместе со стрелковой линией и помог удержать занятую позицию, отбивая атаки неприятеля. При этом он был тяжело ранен.
В битве у села Неокази 11 сентября он был ранен, после чего врачебная комиссия признала его негодным к строевой службе. Но Дража отказался от тыловой должности и после поправки в апреле 1917 года вернулся в свою часть. Командующий армией, прославленный сербский военачальник Ж. Мишич, в своём приказе по армии от 5 июня 1917 года вынес благодарность подпоручику Михайловичу. В начале следующего года Михайлович со своим пулемётным взводом был переведён в только что основанный 1-й Югославский полк Югославской дивизии, в состав которой вошли добровольцы — южные славяне из числа военнопленных солдат Австро-Венгрии и эмигрантов. В составе этой дивизии участвовал в прорыве Солунского фронта. Тогда же получил чин поручика и был награждён орденом Белого орла с мечами V степени, а также английским Военным крестом.

### Межвоенный период
После окончания Первой мировой войны в Косово и Метохии вновь вспыхнул албанский мятеж, и Михайлович был направлен на его подавление. Там он находился с конца сентября 1918 года до конца зимы 1919 года. После этого Драголюб служил в 38-м пехотном полку в Скопье. Осенью 1919 года как лучший офицер в полку поручик Михайлович был переведён в Королевскую гвардию в Белград и назначен взводным 3-й роты 1-го батальона пехотного полка. Однако в гвардии он пробыл недолго из-за новогоднего происшествия в кафане «Свобода», где его нетрезвый приятель, гвардейский поручик Стефан Бухоницкий, поднял тост, в котором одобрительно отозвался о большевистской революции в России. Этот тост вызвал неудовольствие присутствующей в кафане компании гражданских как «не достойный хорошего серба», и тогда Дража вытащил свой пистолет и положил его на стол со словами: «Посмотрим, кто лучший серб, чем я!» Этот инцидент обошёлся для Михайловича 15 сутками ареста и возвращением в январе 1920 года на прежнее место службы в Скопье.

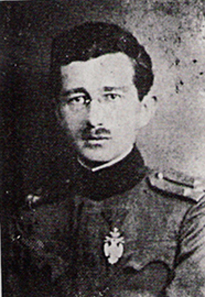
Капитан II класса Михайлович, 1922 год

В апреле 1920 года он был награждён ещё одной золотой медалью за храбрость, а в мае того же года получает должность командира пулемётного взвода в 3-й подофицерской школе в Скопье. В том же году он женился на Елице Лазаревич, дочери полковника Е. Бранковича. Чин капитана II класса был присвоен Драголюбу в октябре, а в декабре новое награждение — орден Белого Орла IV степени. С июля по сентябрь был преподавателем во 2-й подофицерской школе в Сараеве. После этого Драголюб продолжил своё образование, поступив слушателем в старшую школу Военной академии, которую успешно окончил через два года и получил чин капитана I класса. Некоторое время занимал военно-административные должности в Белграде. А в марте 1926 года, уже будучи майором, был назначен помощником начальника штаба Дунайской дивизии.
В январе 1927 года Михайлович вернулся в Королевскую гвардию, где занимал должности помощника начальника штаба, исполняющего обязанности начштаба и, наконец, начальника штаба Королевской гвардии. В начале 1928 года был награждён орденом Св. Саввы IV степени.
Своих лучших офицеров Югославия направляла для продолжения образования во Францию, и Драголюб в 1930 году отправился в Париж, где получил чин подполковника. В конце 1933 года награждается орденом Югославской короны IV степени. С февраля по май 1935 года был прикомандирован к организационному отделу Генерального штаба Министерства армии и флота. После был снова отправлен за границу, но уже в должности военного атташе сначала в Болгарию, а затем в Чехословакию. От болгарского царя Бориса III получил орден Святого Александра III степени, а от президента Чехословакии — орден Белого льва III степени. Тогда же Михайлович стал полковником.
По возвращении на родину, в мае 1937 года, был назначен начальником штаба Дравской дивизионной области в Любляне. Затем занимал должности командира 39-го пехотного полка, начальника штаба укрепления в той же области, был награждён орденом Югославской короны III степени. В 1939 году Михайлович был назначен начальником штаба по укреплению приграничной области.

Михайлович и британский офицер на учениях близ Калиновика, весна 1941 года

В 1938 году он выдвинул предложение о реорганизации армии на национальной основе (словенской, хорватской и сербской), так как посчитал югославскую армию того времени полностью небоеспособной. Данная инициатива вызвала осуждение политического верха страны и Михайлович был осуждён на 30 дней домашнего ареста и уволен от командования полком. После этого словенский бан Марко Натлачен, католический клерикал, обвинил полковника в «обострении отношений с немцами», в результате чего Михайлович был возвращён в Белград, где в августе 1939 года переводится на преподавательскую работу в Академию Генерального штаба и стратегии. Также он преподавал в Высшем военном училище и служил на должности начальника Общего отделения верховной военной инспекции. Во время службы в инспекции по заданию Генерального штаба Михайлович разрабатывал наставление для частей, оставшихся во время оккупации без связи в окружении. Данная идея встретила противодействие генерала Петра Косича, и неудавшийся реформатор был вынужден оставить Генштаб, сохранив однако место постоянного преподавателя Военной Академии.

## Вторая мировая война

### 1941 год

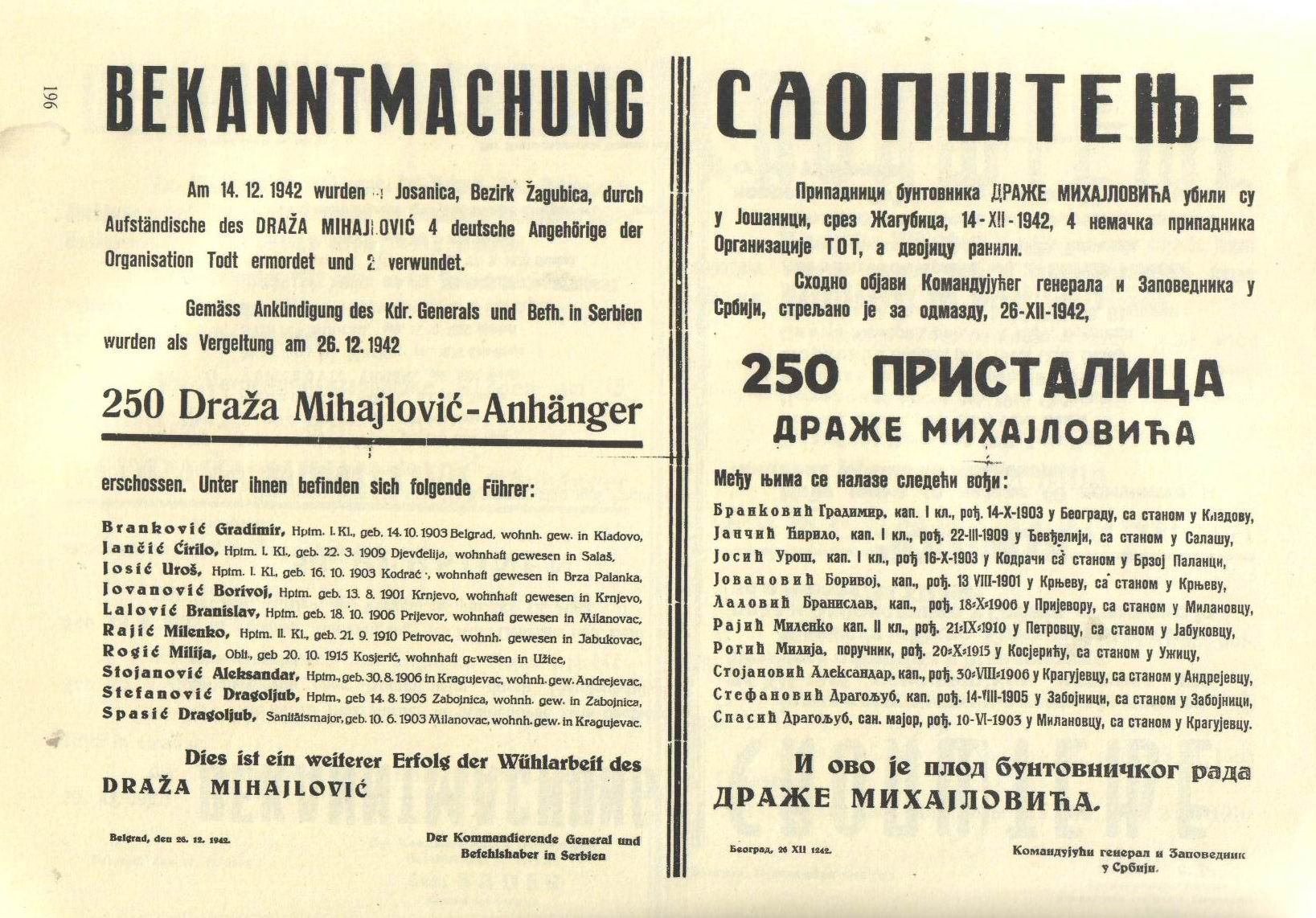
Немецкая листовка

После нападения стран Оси на Югославию 6 апреля 1941 года полковник Михайлович направляется в район Сараево начальником оперативного отдела 2-й армии. Ещё в мирное время Драголюб предлагал высшему командованию в случае войны отвести армию от границ в горы, чтобы перейти к партизанским действиям, чтобы германская армия не смогла воспользоваться своим техническим преимуществом. Но в югославском руководстве решили не отдавать без боя врагам ни пяди своей земли, и предложение Михайловича было отвергнуто. Под ударами немецких, итальянских, венгерских и болгарских войск на фронте и хорватских фашистов в тылу югославская армия отступала и за несколько дней была полностью разгромлена. 17 апреля военное командование подписало капитуляцию.
Во время капитуляции отряд Михайловича находился в Боснии. Узнав о капитуляции правительства, Драголюб призвал солдат и офицеров отказаться от неё. После этого отряд направился в сторону реки Дрины, куда и вышел с группой из 26 офицеров и солдат и 30 четниками из местной ячейки предвоенной четнической организации, которых вёл воевода Митар Пайович. Группа Михайловича несла с собой спасённое боевое знамя 41-го пехотного полка и сундук с кассой боснийской резервной дивизии, которая вскоре истощилась, в результате чего его группе пришлось перейти на расписки при реквизиции продовольствия, сигарет и ракии из мелких сельских кооперативных магазинчиков. На пути полковник и его бойцы разоружали местные полицейские участки, рекрутируя при этом тех сербских полицейских, которые не имели семьи и желали примкнуть к части королевской армии, не признавшей капитуляцию. Вскоре после перехода реки Дрины в районе с. Заовине воевода Митар и его люди покинули отряд, но в то же время к нему присоединились четники майора Миодрага Палошевича, создав таким образом ядро будущего окружения Михайловича.
6 мая на вершине горы Тары они отпраздновали «Джурджевдан» — традиционный день начала хайдучии. Этот день считается началом движения четников, или Равногорского движения. Центром организации было решено избрать горный массив Сувобор, где Михайлович воевал в годы Первой мировой войны и который был ему хорошо известен. Непосредственно штаб Михайлович разместил на плоскогорье Равна-Гора, заросшем густыми луговыми травами и окруженном многочисленными сухими оврагами и густыми буковыми чащами. Из своего штаба Михайлович начал рассылать людей к резервным офицерам и тем военнослужащим, которые сумели избежать плена. При этом им рекомендовалось не отправляться на Равна-Гору, а заняться организацией движения и сбором единомышленников на местах. Ещё одним первоочередным заданием стало создание службы оповещения в соседних селах, чтобы немцы не смогли застать четников врасплох.

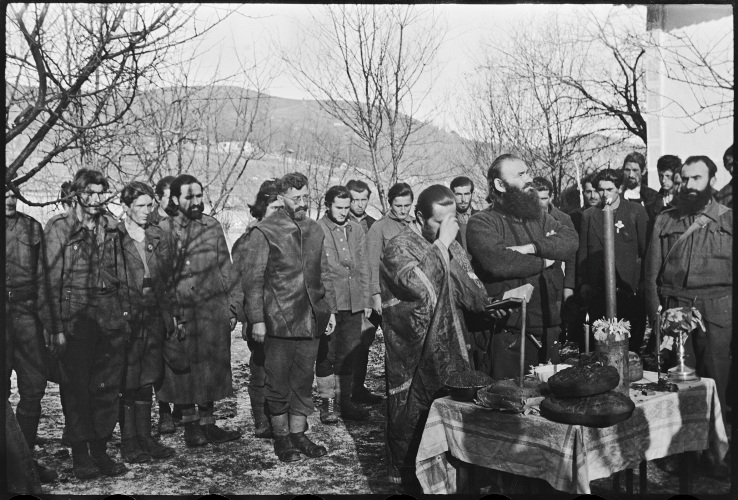
Драголюб Михайлович 19 декабря 1943 года.

Через некоторое время на Равну Гору потянулись офицеры и солдаты разбитой югославской армии и те, кто не захотел смириться с оккупацией своей родины. Большинство пришедших Михайлович отправлял в их родные края для организации партизанского движения по всей стране. Изначально он считал, что силы не равны, и в открытое столкновение с противником вступать преждевременно. По доктрине Михайловича надлежало проводить акции саботажа и диверсий, вести разведывательную и подрывную деятельность, защищать гражданское население и подготавливать народ к всеобщему восстанию, когда для этого создадутся подходящие условия.
В это время вспыхнуло восстание сербов в созданной оккупантами Хорватии против режима усташей, проводившего политику геноцида сербов. Для защиты сербов, а также для организации восставших Драголюб Михайлович направил туда своих людей.
Летом 1941 году в Югославии начали проявлять активность коммунисты. Лидер Коммунистической Партии Югославии Иосип Броз Тито создал вооружённые отряды, позже преобразовавшиеся в Народно-Освободительную Армию Югославии. В августе 1941 года армейский генерал Милан Недич сформировал Правительство народного спасения, которое взяло курс на сотрудничество с немцами.
Поначалу четники и коммунисты заключили союз, обязавшись вместе бороться против немецких оккупантов и их пособников: 27 октября 1941 года на встрече в деревне Браичи было достигнуто соглашение об учреждении совместного командования войсками. Однако в ноябре начались столкновения, вскоре переросшие в гражданскую войну. Четники активно боролись против коммунистов, социалистов, оккупантов и коллаборационистов.

### 1942 год

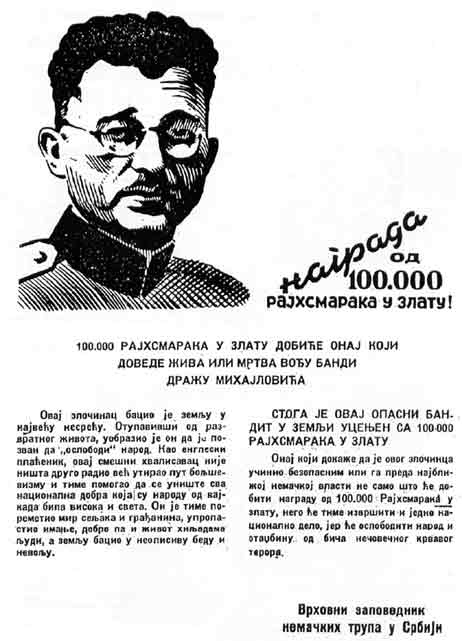
Немецкая листовка, сообщающая о вознаграждении в 100 000 рейхсмарок, обещанных за голову Михайловича

Четники добились больших успехов и в 1942 году контролировали большие районы, очистив их как от оккупантов, так и от коммунистов. Югославское правительство в эмиграции установило контакт с Михайловичем и признало его командующим югославской армии, в декабре присвоило ему чин бригадного генерала, в январе 1942 дивизионного генерала, а в июле 1942 — армейского генерала. Немецкое командование предприняло несколько крупных операций для уничтожения равногорского движения и его руководства. Но эти операции потерпели неудачу.

### 1943 год
В июле 1943 года оккупанты назначили за голову Михайловича 100 тыс. золотых марок. В феврале 1943 лидер французского движения Сопротивления генерал Шарль Де Голль наградил Михайловича Военным крестом.

### 1944 год
Югославские социалисты и коммунисты, видя в Михайловиче и в четниках серьёзных противников, пытались лишить его помощи союзников по Антигитлеровской коалиции, обвиняя их в сотрудничестве с коллаборационистами и оккупантами. В 1944 году союзники, в том числе югославское эмигрантское правительство, окончательно переориентировались на Тито. Однако Михайлович не сдавался и, в связи с поражениями немцев и их союзников на фронтах, 1 сентября 1944 г. объявил о всеобщей мобилизации, стремясь не дать коммунистам и социалистам захватить власть. В октябре на территорию Югославии вошли Красная Армия и болгарские части, и почти вся страна оказалась под контролем социалистов и коммунистов. Драголюб Михайлович вместе с тем издал приказ, строго запрещавший столкновения с подразделениями болгарской и Красной армий и четники им активно помогали. Но болгарам четники и партизаны не доверяли из-за того, что они изначально находились в союзе с немцами и их остальными союзниками.

## Захват, суд и расстрел
13 марта 1946 года скрывавшийся в подполье Михайлович был схвачен органами госбезопасности около боснийско-сербской границы к востоку от Вишеграда. После почти трёх месяцев допросов Михайловичу было предъявлено 10 июня 1946 года обвинение в измене и сотрудничестве с немцами, а также в военных преступлениях.
Суд над ним проходил с 10 июня по 15 июля 1946 года. Судебное разбирательство сопровождалось широкой пропагандистской кампанией и было в значительной своей части инсценировано и использовано правящим режимом для максимально возможной дискредитации потерпевшего поражение четнического равногорского движения, прежней сербской политической элиты и бывшего югославского эмигрантского правительства, большинство членов которого в то время пребывало на Западе. Так, вместе с Михайловичем судили руководителя югославских социал-демократов Живко Топаловича и ещё 22 человека, в том числе заочно были обвинены: бывшие члены югославского эмигрантского правительства, премьер-министры Йованович и Божидар Пурич, министр иностранных дел Момчило Нинчич, и. о. военного и морского министра Живкович, министр юстиции Радое Кнежевич, бывший югославский посланник в СССР Милан Гаврилович и бывший посол Югославии в США Константин Фотич.
Задачу формулирования обвинения выполняли Александр Ранкович и Милован Джилас. Чтобы помочь очернить имя Михайловича, его судили с явными пособниками нацистов. Как пишет историк А. А. Костин, включение в число обвиняемых нескольких прежних глав правительства, министров и председателя Светосавского съезда, наряду с известным полицейским агентом, имело целью дискредитировать не только подсудимого, но и великосербский национализм и поддержавших их Соединенные штаты и Великобританию. Смешение настоящих предателей с предполагаемыми было обычной практикой на московских показательных процессах 1930-х годов, свидетелем которых был Тито». Заседания суда проходили в «крайне враждебной по отношению к Михайловичу» атмосфере. Суд отказался принять показания американских офицеров, находившихся при Михайловиче во время войны, а также англо-американских лётчиков, сбитых над территорией Югославии и спасённых четниками.
Свою заключительную речь на суде Драголюб Михайлович завершил словами: «Судьба была беспощадна ко мне, когда ставила
меня в самые сложные ситуации. Я хотел многого, я рьяно взялся за дело, но вихрь, вихрь мировых событий унёс меня, и моё дело оказалось далеким от намеченной цели. Я прошу суд быть справедливым ко мне».
15 июля был оглашён приговор. Михайлович и ещё 10 подсудимых были приговорены к смертной казни, остальные к тюремным срокам. Прошение Михайловича о помиловании было быстро отклонено Президиумом Народной скупщины ФНРЮ . Рано утром 17 июля Михайлович и остальные приговорённые к смерти были расстреляны. Предположительно, это произошло в Белграде, в районе островного пляжа Ада Циганлия, возле ныне снесённой старой тюрьмы. Адвокат Драган Йоксимович, защищавший Михайловича, был арестован 16 июня 1949 года, обвинён в том, что он «враг народа», и приговорён к трём годам тюремного заключения. Йоксимович умер в заключении 1 августа 1951 года.
Место захоронения Михайловича оставалось неизвестным. В июне 2011 года Секретарь Государственной комиссии по обнаружению тайных захоронений убитых после 1944 года Срджан Цветкович опубликовал тот факт, что в ходе поисковых работ на месте проведения расстрелов и последующих захоронений в Белграде, в районе островного пляжа Ада Циганлия, возле ныне снесённой старой тюрьмы, сотрудниками Государственной комиссии были обнаружены останки тел и наручники, в том числе и останки Дражи Михайловича.
«Мы смогли за весьма короткое время с помощью современной техники найти кости и остатки наручников. Части костей обуглены, что указывает на попытку уничтожения их путём сожжения. <…> Полиция была на месте и сейчас работает уже Прокуратура, проводящая процесс эксгумации. Комиссия тем самым завершила свою часть работы», — заявил историк Цветкович. В настоящий момент, согласно заявлению председателя республиканской ассоциации по сохранению традиций Равногорского движения Александра Чотрича, проводятся все необходимые мероприятия, включая экспертизу ДНК и прочие исследования, с целью доказать или опровергнуть факт принадлежности обнаруженных останков Драже Михайловичу. Чотрич также заявил, что он ожидает принятия Высшим судом в Белграде решения по прошению о реабилитации генерала Михайловича. Однако во время процесса по реабилитации Михайловича у здания суда протестовали несколько десятков человек, представлявших НПО «Женщины в чёрном» („Жене у црном”) и молодёжную организацию Новой коммунистической партии. По их мнению реабилитация Драголюба Михайловича «означает общую реабилитацию преступной идеологии и практики движения Равногорских четников».
Отдельные сербские историки утверждают, что Михайловича вывезли в Советскую Россию, где он мирно прожил оставшуюся жизнь и умер в 1956 году или в 1960 году.

## Международная реакция на процесс Михайловича
- США. Арест Драголюба вызвал сильную негативную реакцию в США. В Государственный департамент поступила петиция в защиту обвиняемого, подписанная более 600 летчиками, которых спасли четники[40]. А члены эмигрантского югославского правительства потребовали передать дело Михайловича на рассмотрение международного трибунала[40]. Наконец Вашингтон вмешался официально. 30 марта 1946 года Госдеп США направил МИД ФНРЮ ноту, в которой перечислял заслуги Михайловича в деле борьбы против немцев (в том числе упоминал спасение четниками американских летчиков) и предлагал властям Югославии принять меры для того, чтобы были допрошены американские свидетели по его делу[40]. 5 апреля последовал официальный югославский ответ, в котором было сказано, что правительство ФНРЮ «сожалеет, что оно не может удовлетворить желание правительства США, чтобы офицеры американской армии, которые находились при штабе Драже Михайловича, выступили свидетелями следствия и дали показания по делу предателя Михайловича»[41]. Основанием отказа была названа независимость военного суда, который один может «вызвать свидетеля, которого сочтёт необходимым», а власти ФНРЮ не могут давить на суд[41]. Также югославские власти выразили уверенность, что факт предательства Михайловича доказан в ходе процессов над его офицерами и подтверждается словами самого обвиняемого, а также многочисленных свидетелей[41]. Завершался ответ жёсткими словами: «Преступления предателя Дражи Михайловича против народа Югославии являются слишком большими и ужасными, чтобы можно было обсуждать, виновен он или нет»[30]. 19 апреля 1946 года президент Трумэн объявил о приостановке дипломатического признания ФНРЮ[30]. Не успокаивалась и американская общественность. В конце апреля Национальный комитет американских лётчиков отправил делегацию к Трумэну с просьбой добиться того, чтобы их допросили в качестве свидетелей[30]. 14 мая Госдеп повторил свою просьбу о допросе летчиков, но опять получил отказ[30]. Тогда США попробовали надавить экономически. В середине июня 1946 года, когда суд начался, американцы прекратили еженедельные рейсы в Белград[30]. Ранее в мае был создан в Нью-Йорке «Комитет справедливого суда по делу генерала Михайловича», секретарь которого М. Дэвис допросил целый ряд свидетелей, один из которых Р. Макдауэлл показал, что обвиняемый вёл борьбу с немцами и отверг предложенное ему сотрудничество[42]. Уже в марте 1948 года президент Трумэн наградил Драголюба Михайловича американской медалью «Легион почёта» (посмертно). В 2001 году награда была вручена его дочери.
- Великобритания. Английские власти также выступили в защиту Михайловича, но сделали это позже американцев — в мае 1946 года, предложив показания 5 британских лётчиков[30]. В июне, когда суд начался, Форин Офис заявил официально югославским властям, что трое британцев (капитан, полковник и бригадный генерал) готовы выступить в суде в защиту Михайловича[30].

## Семья
В 1920 году Драголюб женился на Елице Лазаревич, дочери полковника Еврема Бранковича. В браке родились сыновья Бранко (1921—1995), Любивое (1922) и Воислав (1924—1945), а также дочь Гордана (1927—2014). Любивое умер, не прожив и года; Воислав последовал по стопам отца и погиб в мае 1945 года на Зеленгоре, Бранко умер в 1995 году в Белграде. Гордана в годы Второй мировой войны работала медсестрой и, по свидетельствам советского поэта Бориса Слуцкого, даже трудилась в полевом госпитале Красной Армии; после войны стала врачом-радиологом и жила до конца своих дней в Белграде.

## Награды
- Памятный знак Первой Балканской войны
- Памятный знак Второй Балканской войны
- Золотая медаль «За храбрость» (дважды)
- Орден Белого орла V степени (1918)
- Орден Белого орла IV степени (1920)
- Орден святого Саввы IV степени (1928)
- Орден Югославской короны IV степени (1933)
- Орден «Святой Александр» III степени (Болгария)
- Орден Белого льва III степени (Чехословакия)
- Орден Югославской короны III степени
- Военный крест (Франция)
- Орден «Легион Почёта» степени Главнокомандующего (США, 1948, посмертно)

## Реабилитация, память

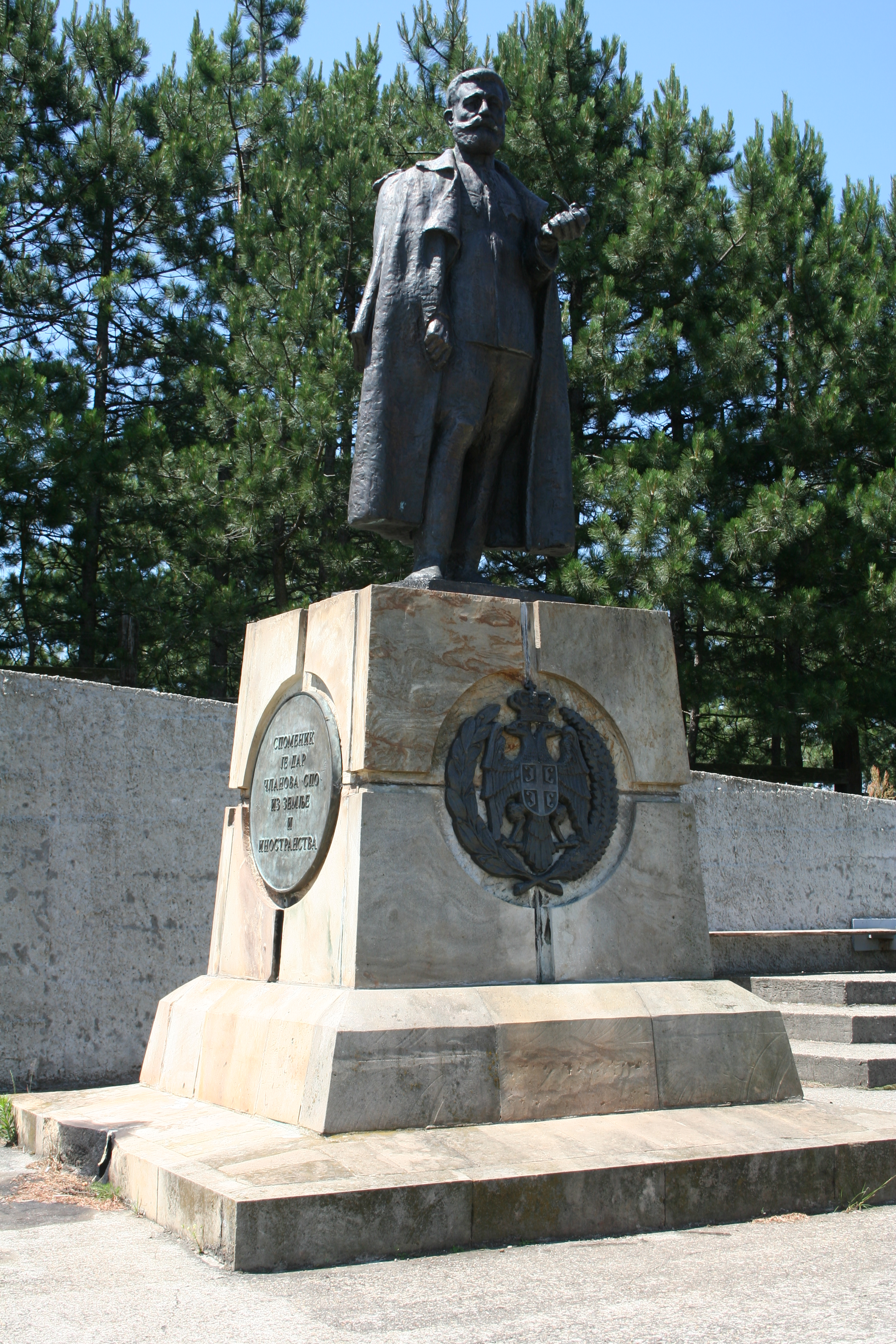
Памятник генералу Драголюбу Михайловичу на Равна Горе

14 мая 2015 года Верховный суд Сербии реабилитировал Михайловича, отменив приговор 1946 года.
Его именем названы улицы и поставлены памятники в ряде городов Сербии и Боснии и Герцеговины, а также США, Канады и Австралии. В 1992 году на Равна Горе был установлен отлитый из бронзы памятник генералу Драголюбу Михайловичу работы белградского скульптора Драгана Николича.
17 мая 2015 года в Белоруссии состоялась премьера документального фильма «Югославия. Кровь за кровь», подробно рассказывающего о судьбе Михайловича (режиссёр — Илья Баранов, авторы сценария — Борис Герстен, Вячеслав Бондаренко).

## Киновоплощения
| Фильм                                     | Актёр             | Год  |
| ----------------------------------------- | ----------------- | ---- |
| Четники!                                  | Филип Дорн        | 1943 |
| В горах Югославии                         | Векослав Африч    | 1946 |
| Западня для генерала                      | Раде Маркович     | 1971 |
| Ужицкая республика (фильм)                | Миодраг Лазаревич | 1974 |
| Ужицкая республика (сериал)               | Миодраг Лазаревич | 1976 |
| Последний акт (сериал)                    | Милан Пузич       | 1981 |
| Драматическая трилогия 1941—1945 (сериал) | Небойша Глоговац  | 2013 |
| За короля и отечество                     | Небойша Глоговац  | 2015 |